# Leptosolena haenkei
Leptosolena haenkei Presl – gatunek byliny z rodziny imbirowatych (Zingiberaceae). Jest endemitem Filipin.

## Morfologia
Wysoka bylina z wiechowatym kwiatostanem rozwijającym się na szczycie ulistnionej łodygi. U podstawy kwiatostanu z 3–4 podsadkami, przysadek brak. Kwiaty do 12 cm długości, białe. Kielich zrosły w rurkę, rozciętą z boku, na szczycie z trzema ząbkami. Korona o wąskiej rurce dwa razy dłuższej od kielicha z równowąskimi płatkami. Warżka (labellum) dwa razy dłuższa od płatków korony, wywinięta. Płodny pręcik na krótkiej nitce, z elipsoidalnym pylnikiem. Słupek pojedynczy z trójkomorową zalążnią.